# Joan Barba i Viladés
Joan Barba i Viladés (? - Cardedeu, 16 de maig de 1920) fou un esportista català de la dècada de 1910.

## Trajectòria
Fou un autèntic sportmen de començament de segle xx. Va jugar de defensa al FC Barcelona entre 1911 i 1917. També fou directiu del club entre 1913 i 1918. El 1912 fou un dels fundadors del club Sport Atlètic Barcelonés. També fou membre i directiu del Club Natació Barcelona. Fou un bon nedador i jugador de waterpolo, esport, aquest darrer, on era considerat el millor jugador d'Espanya. En els darrers anys de la seva vida començà a practicar el motociclisme, morint, encara jove, l'any 1920 en una competició a Cardedeu. En el seu honor fou creada la Copa Joan Barba de natació.